# Sonja Savić
Sonja Savić, serb. Соња Савић (ur. 15 września 1961 w Čačaku, zm. 23 września 2008 w Belgradzie) – jugosłowiańska i serbska aktorka filmowa.

## Życiorys
Zadebiutowała w amatorskim zespole teatralnym, występowała także w programach telewizyjnych dla dzieci. W 1982 ukończyła studia aktorskie na Wydziale Sztuk Dramatycznych Uniwersytetu Sztuk w Belgradzie (klasa prof. Minji Dedicia). Na dużym ekranie zadebiutowała w roku 1977 rolą Lili w filmie Leptirov oblak, w reż. Zdravko Randicia. W 1984 zdobyła Złotą Arenę na Festiwalu Filmowym w Puli za główną rolę w filmie Šećerna vodica. Za rolę śpiewaczki w filmie Żivot je lep została wyróżniona w 1985 na Festiwalu Filmowym w Wenecji.
W roku 1990 zmarł śmiercią tragiczną wieloletni partner aktorki - muzyk jazzowy Vlajko Lalić, a ona sama od tej pory coraz rzadziej pojawiała się przed kamerą. Przełomem w jej karierze okazał się Kruh in mleko z roku 2001, nagrodzony Złotym Lwem na Festiwalu w Wenecji. W latach 2007–2008 wystąpiła w siedmiu odcinkach serialu telewizyjnego Vratiče se rode. Jej cechą charakterystyczną był niski, chrapliwy głos. Pod koniec życia poświęciła się tworzeniu filmów awangardowych. Zmarła w swoim mieszkaniu 23 września 2008 z powodu przedawkowania heroiny i została pochowana we wsi Donja Gorevnica k. Čačaka. Matka zmarłej aktorki Mikaina Savić przekazała osobiste pamiątki po Sonji i jej spuściznę artystyczną (w tym fotografie i nagrania wideo) miastu Čačak. Galeria Nadieżdy Petrović w Čačaku organizuje każdego roku we wrześniu cykl imprez kulturalnych poświęconych pamięci Sonji Savić.

## Kontrowersje
W 2020 Violeta Marković, radna miasta Čačak oświadczyła publicznie, że żadna ulica w tym mieście nie powinna być nazwana imieniem Sonji Savić, z uwagi na to, że jej styl życia nie jest odpowiednim wzorem dla młodzieży. Wypowiedź Marković spotkała się z wieloma krytycznymi uwagami w mediach społecznościowych.

## Role filmowe (wybór)
- 1977: Leptirov oblak jako Lila
- 1977: Miłosne życie Budimira Trajkovicia jako dziewczyna z dyskoteki
- 1980: Zvezde koje ne tamne jako Sonja
- 1983: Nešto između jako Tvigica
- 1984: Bałkański szpieg jako Sonja Ćvorović
- 1984: Kamiondžije opet voze jako Anđelija
- 1985: Život je lep jako śpiewaczka
- 1989: Masmediologija na Balkanu jako Slavka
- 1992: Mi nismo anđeli jako Marta
- 1995: Urnebesna tragedija jako Violeta
- 2001: Kruh in mleko jako Sonja
- 2005: Od groba do groba jako Ida